# Mario Sandoval
Mario Aníbal Sandoval Toro (* 24. Juli 1991 in Santiago) ist ein chilenischer Fußballspieler. Der Mittelfeldspieler spielt seit 2025 für Deportes Limache.

## Karriere
Mario Sandoval kam 2008 aus der Jugend in das Profiteam des CSD Colo-Colo. Er debütierte allerdings erst 2011 bei seiner Leihstation Deportes Puerto Montt und wurde 2013 an San Marcos verliehen. Bei Colo-Colo kam er nur in der Zweitvertretung, die in der Segunda División spielte, zum Einsatz. Im Jahr 2014 verließ er Colo-Colo und schloss sich Deportes Copiapó| an, wo er aber nur ein Spiel bestritt und dann zu Deportes Melipilla in die Segunda División wechselte. Nach Stationen bei Santiago Morning und San Antonio Unido kehrte er zu Melipilla zurück und schaffte als Stammspieler den Aufstieg in die Primera B. Auch in der Primera B zeigte Sandoval gute Leistungen und wurde von den Erstligisten Unión Española und Universidad de Chile ausgeliehen. Zur Saison 2022 wechselte er zu Curicó Unido und zwei Jahre später zum CD Cobreloa, wo er im September 2024 wegen Auslösens eines Unfalls im betrunkenen Zustand entlassen wurde. Im Januar 2025 gab Erstliganeuling Deportes Limache seine Verpflichtung bekannt.

## Sonstiges
Mario Sandoval ist der Cousin des über 100-maligen Nationalspielers Charles Aránguiz.